# پرونوس سیاه
پرونوس سیاه (نام علمی: Prunus nigra) نام یک گونه از سرده پرونوس است و در نواحی شرقی آمریکای شمالی می‌روید.